# Serenissima (gioco)
Serenissima è un gioco in stile tedesco di Dominique Erhard e Duccio Vitale.

## Svolgimento del gioco
Il gioco si svolge nello scenario del Mediterraneo conteso fra due, tre o quattro potenze mercantili (Venezia, Genova, Spagna e Impero ottomano) controllate dai giocatori.
Il gioco si articola su un numero predefinito di turni, articolati nelle seguenti fasi:
- Scelta dell'ordine del turno
- Acquisti e arruolamenti
- Spostamento delle galere
- Combattimenti
- Controllo dei porti
- Vendite e Rendite

L'ordine di turno viene scelto attraverso un'asta coperta.
Le azioni volgono al controllo dei porti, che garantiscono all'ultimo turno la conquista di punti vittoria.

## Edizioni
È stata pubblicata nel 2012 una seconda edizione.

## Riconoscimenti
- Best of Show: 1996